# James Esdras Faust
James Esdras Faust (Delta, 31 de julho de 1920 – Salt Lake City, Utah, 10 de agosto de 2007) foi um líder religioso mórmon, serviu nas forças armadas americanas da Segunda Guerra, advogado e político de Utah. Recebeu a cidadania honorária brasileira em 1998.

## Família
James E. Faust foi um dos cinco filhos homens de George A. Faust e Amy Flininston. Seu pai foi procurador e juiz da corte distrital em Salt Lake City, para onde a família se mudou quando James era muito pequeno. O pequeno James dividia seu tempo livre entre a casa dos pais e a fazenda dos avós. Ele dizia ter o melhor pai do mundo, e sobre a mãe afirmava ser "um exemplo perfeito de uma mulher cristã".
Casou-se com Ruth Wright em 21 de abril de 1943. Durante os combates na Segunda Guerra Mundial ele escrevia diariamente para a esposa. Joseph B. Wirthlin, apóstolo mórmon e amigo do casal, disse a respeito de desse relacionamento: "Este é um modelo absoluto de um lindo casamento".
Todos que o conheceram não duvidavam do amor que sentia pela esposa e pelos cinco filhos, 25 netos e 27 bisnetos. James E. Faust referiu-se à esposa como "parte de mim,. como meu coração e minha alma".

## Princípios
Desde sua infância, James foi ensinado sobre as virtudes e a oralidade que devem reger a vida de um membro da Igreja de Jesus Cristo dos Santos dos Últimos Dias. Nunca distingüia as pessoas por classe ou cor. Acreditava que deveria tratar a todos igualmente, como um bom cristão.
Quando foi convocado para uma entrevista para uma vaga na escola do oficiais, foi questionado sobre sua conduta moral. Entre as perguntas, estavam algumas como 'você fuma?' 'você bebe?'. Segundo ele mesmo, tentou sempre responder com cautela para não ofender o entrevistador. No final da convera, perguntaram o que achava da flexibilização das condutas morais em tempos de guerra. Sua resposta foi resoluta e firme: "Não creio haver doi padrões diferentes de moralidade".

## Vida pública
Entre os anos de 1949 e 1951 serviu como Deputado Estadual de Utah.
Foi presidente da Ordem de Advogados de Utah de 1962 a 1963. Trabalhou no Comitê de Advogados pelos Direitos Civis e Conflitos Raciais, quando John F. Kennedy foi presidente. Fez parte da Comissão de Revisão Constitucional de Utah.
Dentre suas características de integridade eram notáveis sua justiça, sabedoria, e paixão pelo serviço profissional, cívico e comunitário.

## Trabalho religioso
Serviu uma Missão de tempo integral no Brasil de 1939 a 1942, onde até hoje é lembrado como um dos mais especiais élderes enviados ao Brasil. Os três anos que esteve em missão fizeram parte dos primeiros anos da igreja no Brasil. James E. Faust, assim  como os demais élderes, ajudou a organizar e estabelecer A Igreja de Jesus Cristo dos Santos dos Últimos Dias no Brasil.
O Élder Faust serviu como bispo da Ala Cottonwood, sumo conselheiro e presidente de Estaca com o mesmo nome, Representante Regional, assistente dos Doze, Setenta e Apóstolo, antes de ser chamado como Segundo Conselheiro do Presidente Gordon B. Hinckley, cargo que ocupou até a sua morte.
Em 1972 foi indicado como membro da junta de diretores do Deseret News, um jornal da Igreja. Na conferência de outubro de 1976 foi apoiado para a Presidência do Primeiro Quórum dos Setenta. Também foi Supervisor da Área na América do Sul de 1975 a 1977. A partir de 1977 presidiu a Missão Internacional. Foi um grande defensor do Centro de Estudos do Oriente Próximo da BYU-Jerusalém, trabalhando com o Presidente Howard W. Hunter (Presidente da Igreja) e com o Élder Jefrey R. Holland, presidente da BYU.